# Meppers Eersel
Meppers Eersel is een Nederlandse honkbal- en softbalvereniging uit Eersel.

## Oprichting
De vereniging is opgericht op 17 november 1981 en is aangesloten bij de Nederlandse honk- en softbalbond (KNBSB).

## Teams
De vereniging bestaat thans (2010) uit vier teams. Eén team aspiranten, leeftijd circa 13 tot 15 jaar, één junioren team waarvan de leeftijd 15 tot 21 jaar is en twee senioren teams met leden vanaf 18 jaar. Alle teams zijn gemengd.

## Accommodatie
De vereniging heeft een terrein aan Sportpark De Dieprijt aan de Postelseweg in Eersel. Men beschikt hier over twee velden, een veld voor pupillen/aspiranten en een veld voor de junioren en senioren.